# My Best Friend (アイドルグループ)
My Best Friend（マイベストフレンド）は、2021年1月に結成された日本のアイドルグループ。ピーナツバター校長がプロデュース及び作曲を担当する。

## プロフィール
世界で一番楽しく、世界で一番孤独を救い、世界で一番愛を持って、友達の輪を広げる
みんなのヒーロー「My Best Friend」。通称「マイベス」
楽曲のテーマは「ゆるさ+オルタナティブ=ゆるタナティブ」。

## メンバー
| 名前      | よみ            | ニックネーム         | 誕生日  | 担当カラー | 備考     |
| --------- | --------------- | -------------------- | ------- | ---------- | -------- |
| 坂谷 琳蘭 | さかたに りんか | りんちゃん、りんくん | 1月15日 | 緑         | 作詞担当 |
| 桂愛 姫奈 | かあい ひな     | ひなひな、ひなちゅ   | 4月25日 | ピンク     | 最年少   |

| 名前        | よみ            | ニックネーム       | 誕生日   | 担当カラー | 備考                      |
| ----------- | --------------- | ------------------ | -------- | ---------- | ------------------------- |
| 星宮 ノン   | ほしみや のん   | のんのん、のぢゃん | 7月7日   | 紫         | 2022年5月31日をもって脱退 |
| 黛実 初芽   | まゆずみ はつめ | ちぃまゆ、まゆち   | 11月29日 | 白         | 2022年9月25日をもって卒業 |
| 佐藤 美雪   | さとう みゆき   | さとみゆ           | 10月29日 | 赤         | リーダー 解雇             |
| 小倉 もなか | おぐら もなか   | もなち             | 2月15日  | 青         | タオル番長 解雇           |
| 渚 ユラネ   | なぎさ ゆらね   | ゆらね             | 6月23日  | 黄         | スーパーツインテール 解雇 |

## ディスコグラフィ

### シングル
- 1stシングル『My Best Friend』（2021年3月3日）
- 2ndシングル『We create the world!』（2021年4月14日）
- 3rdシングル『キラーチューン』（2021年5月26日）
- 4thシングル『My Best Heroine』（2021年7月7日）

### アルバム
- 1stアルバム『【M.F.D】～My First Diary～』（2021年8月11日）

## Music Video
- My Best Friend（2021年1月15日公開）
- LOVE（2021年3月3日公開）
- We create the world!（2021年3月28日公開）
- キラーチューン（2021年4月30日公開）
- エゴイスト（2021年6月8日公開）
- My Best Heroine（2021年7月7日公開）
- ブーメラン（2021年8月11日公開）
- 青春ユルタナティブ（2022年2月2日公開）
- イヤイヤされてもアイラヴユー（2022年6月8日公開）
- スターライトソルジャー（2022年10月1日公開）
- 椿（2022年10月24日公開）
- メタ盛る＝4Z（2023年1月30日公開）

## タイアップ
| 楽曲                | タイアップ                                | 収録シングルCD      |
| ------------------- | ----------------------------------------- | ------------------- |
| My Best Friend      | 2021年2月度「王様のブランチ」EDテーマ。   | My Best Friend      |
| LOVE                | 2021年3月度「音流」EDテーマ               | My Best Friend      |
| We create the world | 2021年4月度「ゴッドタン」EDテーマ         | We create the world |
| キラーチューン      | 2021年5月度「じっくり聞いタロウ」EDテーマ | キラーチューン      |
| 青春ユルタナティブ  | 2022年2月度「NEWニューヨーク」EDテーマ    | 配信限定            |
| メタ盛る＝4Z        | 2023年2月度「チョコプランナー」EDテーマ   | 未定                |

## 沿革

### 2021年
1月15日 公式YouTubeにてMy Best Friend結成発表。同日にデビューCD発売。デビューライブの開催を発表。
3月  3日 1stシングル『My Best Friend』発売。公式YouTubeにて発売記念配信。
3月  7日 西永福JAMにて2部制の ”My Best Friend お披露目 mini ライブ” 開催。持ち曲の8曲を全て披露。
3月14日 初の名古屋遠征ライブ。
4月14日 2ndシングル『We create the world!』発売。
4月25日 初のメンバー生誕祭、桂愛姫奈 Birth day Live開催。
5月26日 3rdシングル『キラーチューン』発売。
6月  6日 初のワンマンライブ開催。『ブーメラン』初披露。
7月  7日 4thシングル『My Best Heroine』発売。星宮ノンBirthday Live開催。
7月        全国ミニツアー開催
8月        初の全国ツアー”フレンズ募集中”開催
　(22日 広島, 23日 福岡, 24日 神戸, 25日 大阪, 26日 京都, 27日 名古屋&大須, 28日 新宿)
10月30日 佐藤美雪Birthday Live開催。『スターライトソルジャー』『スーパーアンチヒーロー』初披露。
11月13日 初の主催ライブ『MyBestFriend  フレンズ募集中 番外編 vol 1』開催。
12月  4日 黛実初芽Birthday Live開催。『青春ゆるタナティブ』初披露。

### 2022年
1月15日 坂谷琳蘭Birthday Live開催。『椿』初披露。
2月11日 大阪にて小倉もなかBirthday Live開催。『イヤイヤされてもアイラヴユー』初披露。
2月27日 よみうりらんどランランホールにてライブ。
3月19日 西永福JAMにて1周年記念ワンマンライブ開催。
4月24日 桂愛姫奈Birthday Live開催。『全肯定JUMP』初披露。
5月  5日 2度目の主催ライブ開催。共演：ゆる☆たな
5月31日 星宮ノン グループ脱退。
7月  7日 初のMy Best Friend定期公演開催。
8月        ”My Best Friendアルバムリリースツアー”開催。
　（20日 大分、21日 福岡、22日 山口、23日 岡山、25日 広島、26日 大阪、27日 名古屋、28日 東京）
8月20日 ”My Best Friendアルバムリリースツアー”in大分『メタ盛る＝4Z』初披露。
8月26日 ”My Best Friendアルバムリリースツアー”in大阪『AAO』初披露。
9月25日 黛実初芽 卒業ライブ開催。
10月29日 佐藤美雪Birthday Live開催。佐藤美雪 初のソロ曲『宇宙人』初披露。
11月19日 新メンバー 渚ユラネ 加入。新体制お披露目ライブ。
12月17日 ミニワンマンライブ開催『ジーザスロンリー』『Death Death Messenger』初披露。

### 2023年
1月14日 坂谷琳蘭Birthday Live開催。坂谷琳蘭 初のソロ曲『うそつき』初披露。
2月 ”2nd ALリリースツアー”＆小倉もなかBirthday LIVE開催。小倉もなか 初のソロ曲『いつだって君は嘘』初披露。
4月6日 佐藤美雪、小倉もなか、渚ユラネの3人を解雇。